# Iglesia de San Pedro (Shanghái)
La Iglesia de San Pedro (en chino: 聖伯多祿堂) es una edificio religioso de la iglesia católica en el distrito de Luwan, en la ciudad de Shanghái al este de China.
La primera iglesia que se construyó en este lugar fue establecida en 1933 para los estudiantes de la Universidad de Aurora. Esta iglesia era de estilo bizantino con una cúpula central y cinco capillas. Durante la guerra sino-japonesa, muchos feligreses se refugiaron en los asentamientos internacionales por lo que el número de fieles asistentes alcanzó los tres mil. Durante la revolución cultural, esta iglesia fue confiscada y se convirtió en un centro cultural. Un pequeño espacio se dedicó a ceremonias religiosas después de 1984 y, finalmente, la construcción de una autopista justo en frente del edificio del centro cultural condujo a devolver el edificio a la diócesis.
El edificio fue modernizado al construirse una nueva estructura, con mucho colorido en sus vidrieras en 1995.